# Star Film

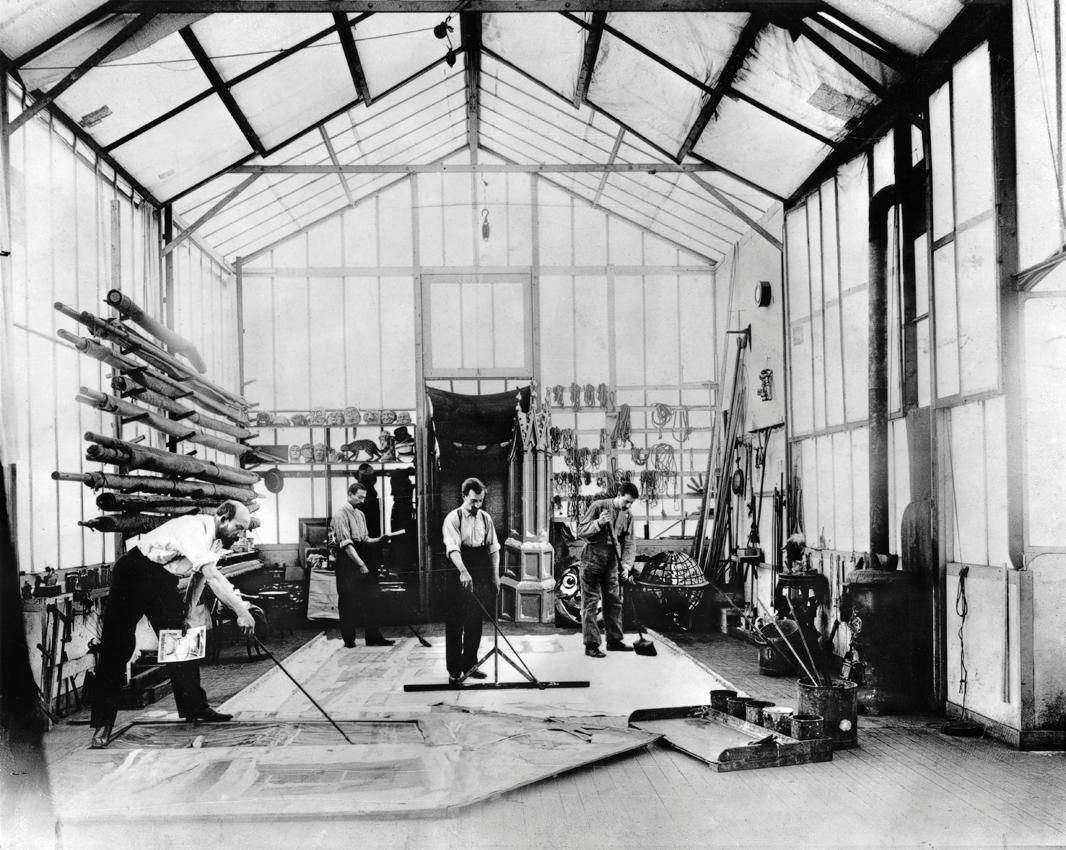
De filmstudio in Montreuil

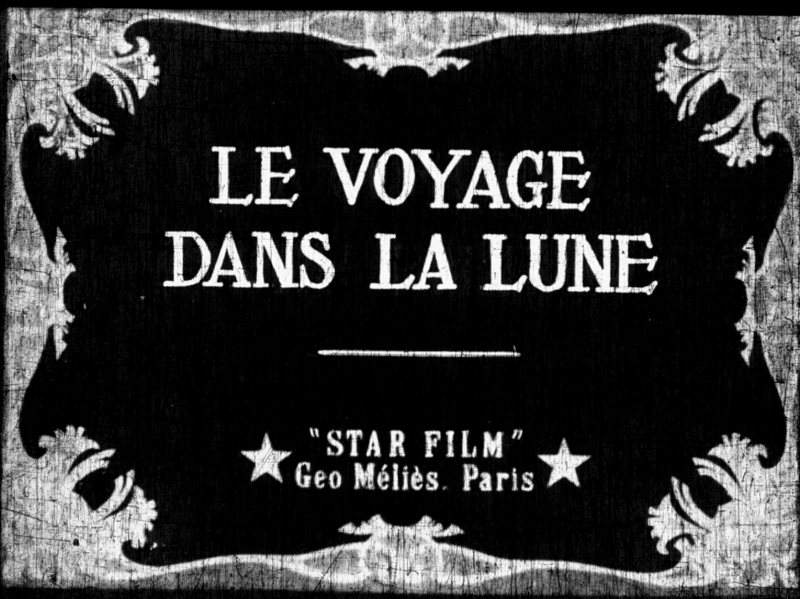
Openingstitel van Le voyage dans la lune met onderaan het logo van Star Film

Star Film was een Franse filmproductiemaatschappij, eigendom van de filmpionier en goochelaar Georges Méliès.

## Geschiedenis
In januari 1897 richtte Méliès Star Film op en bouwde hij de eerste filmstudio van Europa, in Montreuil. Dat gebeurde bij het ouderlijk huis in de Rue François-Debergue in de wijk Le Bout-de-la-Ville, waar de familie zich in 1860 had gevestigd. Hij draaide daar in 1896 een eerste film: Escamotage d’une dame chez Robert Houdin. De filmstudio, Studio A, was 17 op 6 meter groot met een glazen dak op een hoogte van 6 meter boven het podium en de theatermachines. In 1907 liet hij op het perceel ernaast een tweede studio bouwen, Studio B. Méliés was regisseur, producent, scenarioschrijver, production designer en acteur tegelijkertijd.  
Er werden tussen 1897 en 1913 meer dan 500 films opgenomen. De bekendste film was Le voyage dans la lune uit 1902. Bijna alle producties werden in deze twee studio's gedraaid. Een uitzondering vormde Les Incendiaires uit 1906 waarvan een deel in de gipsgroeven van Montreuil werd gefilmd. Tegen 1913 vond Méliès geen publiek meer voor zijn films en raakte hij in een juridisch geschil met de studio Pathé. De maatschappij van Méliès werd failliet verklaard in 1914. Studio B diende nog tot film- en theaterzaal tot 1923 en werd afgebroken in 1925. Een verbitterde Méliès verkocht alle kostuums en decors en beval alle films te vernietigen.